# 하마노미야역
하마노미야역(일본어: 浜の宮駅, はまのみやえき)은 일본 효고현 가코가와시에 있는 산요 전기철도 본선의 역이다. 역 번호는 SY 29이다.

## 역 구조
상대식 승강장 2면 2선의 지상역이다. 역사(개찰구)는 히메지 방면 승강장의 히메지 방향에 있으며 반대쪽의 고베 방면 승강장은 도선교에서 연결된다. 도선교의 양 끝에 엘리베이터를 설치하는 등 이른바 배리어 프리화 공사를 2014년부터 진행, 2015년 4월에 마쳤다. 이 공사에는 효고 현에서 보조금도 이용되었다. 역의 창구는 기본적으로 무인화되어 있고 지하도도 있어, 안에는 효고 현립 가코가와미나미 고등학교 미술부 학생들이 그린 벽화가 그려져 있다.

### 승강장
| 역사측 | ■ 본선(하행) | 다카사고・히메지・아보시 방면 |
| 반대측 | ■ 본선(상행) | 아카시・산노미야・오사카 방면 |

## 역 주변
- 가코가와 시립 하마노미야 유치원・초등학교・중학교
- 가코가와 시민 수영장
- 하마노미야텐진샤(하마노미야 공원)
- 이케다칸논
- 고베 제강소 가코가와 제철소
- 마루아이 하마노미야점
- 하리마 병원
- 에디온 신카코가와점

## 역사
- 1923년 8월 19일: 고베히메지 전기철도 개통과 동시에 영업 개시. 개통 당초에는 가코군 오노에 마을이었다.
- 1927년 4월 1일: 우지가와 전기에 의한 합병으로 본 회사의 역이 됨.
- 1933년 6월 6일: 우지가와 전기 철도 부문이 분리되어 산요 전기철도의 역이 됨.
- 1980년경: 역 서쪽에 있던 건늠선 철거.

## 인접역
| 산요 전기철도 ■ 본선             | 산요 전기철도 ■ 본선 | 산요 전기철도 ■ 본선               |
| -------------------------------- | -------------------- | ---------------------------------- |
| SY 28 베후 우메다・니시다이 방면 | ■ S특급 ■ 보통       | 오노에노마쓰 SY 30 산요히메지 방면 |